# رقص معاصر

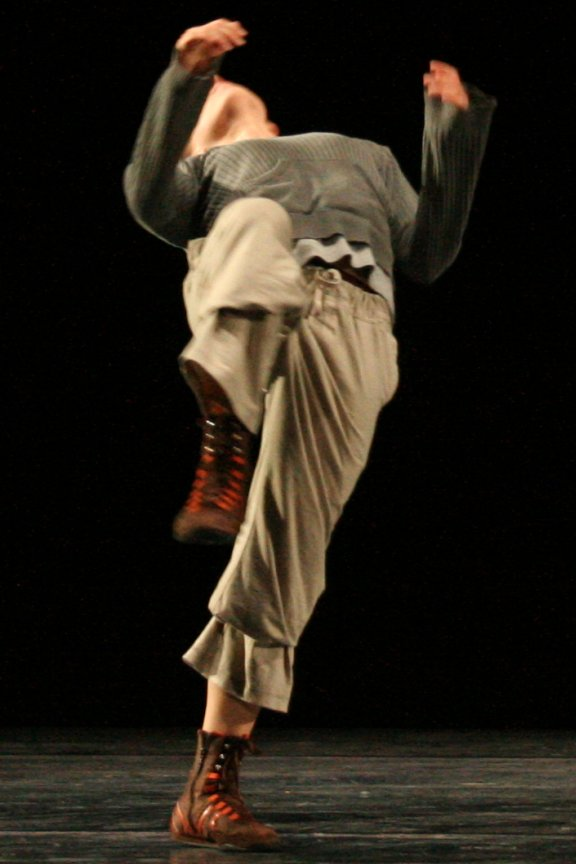
یک رقصنده در حال اجرای قسمتی از یک رقص معاصر

رقص معاصر (به انگلیسی: Contemporary Dance) گونه‌ای رقص صحنه‌ای است که در میانه قرن بیستم توسعه یافته و از آن زمان، یکی از گونه‌های غالب در آموزش رسمی رقص در سراسر دنیاست و به خصوص طرفداران قابل توجهی در آمریکا و اروپا دارد. اگرچه این رقص به وسیله و با به کار گرفتن عناصری از رقص باله، رقص مدرن و رقص جاز شکل گرفته اما عناصر بسیاری را از رقص‌های گونه‌گون دیگر در خود دارد. با این‌همه از لحاظ شباهت‌های تکنیکی، نزدیکی زیادی به رقص مدرن، باله و شکل‌های دیگر رقص صحنه‌ای دارد. رقص معاصر تقریبا همان رقص باله است ، با این تفاوت که بعضی از قوانین رقص باله را میشکنیم ( اما شکستن قوانین هم ، قوانینی دارد ).این رقص بیشتر برای بیان احساسات است .
هنگام بررسی تکنیک‌های این رقص، درمی‌یابیم که رقص معاصر، حرکات پای قوی و کنترل شده باله را با تاکید رقص مدرن بر میانه بدن ترکیب کرده و همین‌طور کار روی زمین افتادن و برخاستن و بداهه‌پردازی را که مشخصه رقص مدرن است، به خدمت می‌گیرد. تغییرات پیش‌بینی نشده در ریتم، سرعت و جهت هم به وفور در این رقص دیده می‌شود. این رقص همین‌طور عناصری از رقص غیرغربی را مانند زانوان خم شده از رقص آفریقایی و حرکت را از رقص معاصر ژاپنی، «بوتو»، به خدمت می‌گیرد.

## تاریخچه

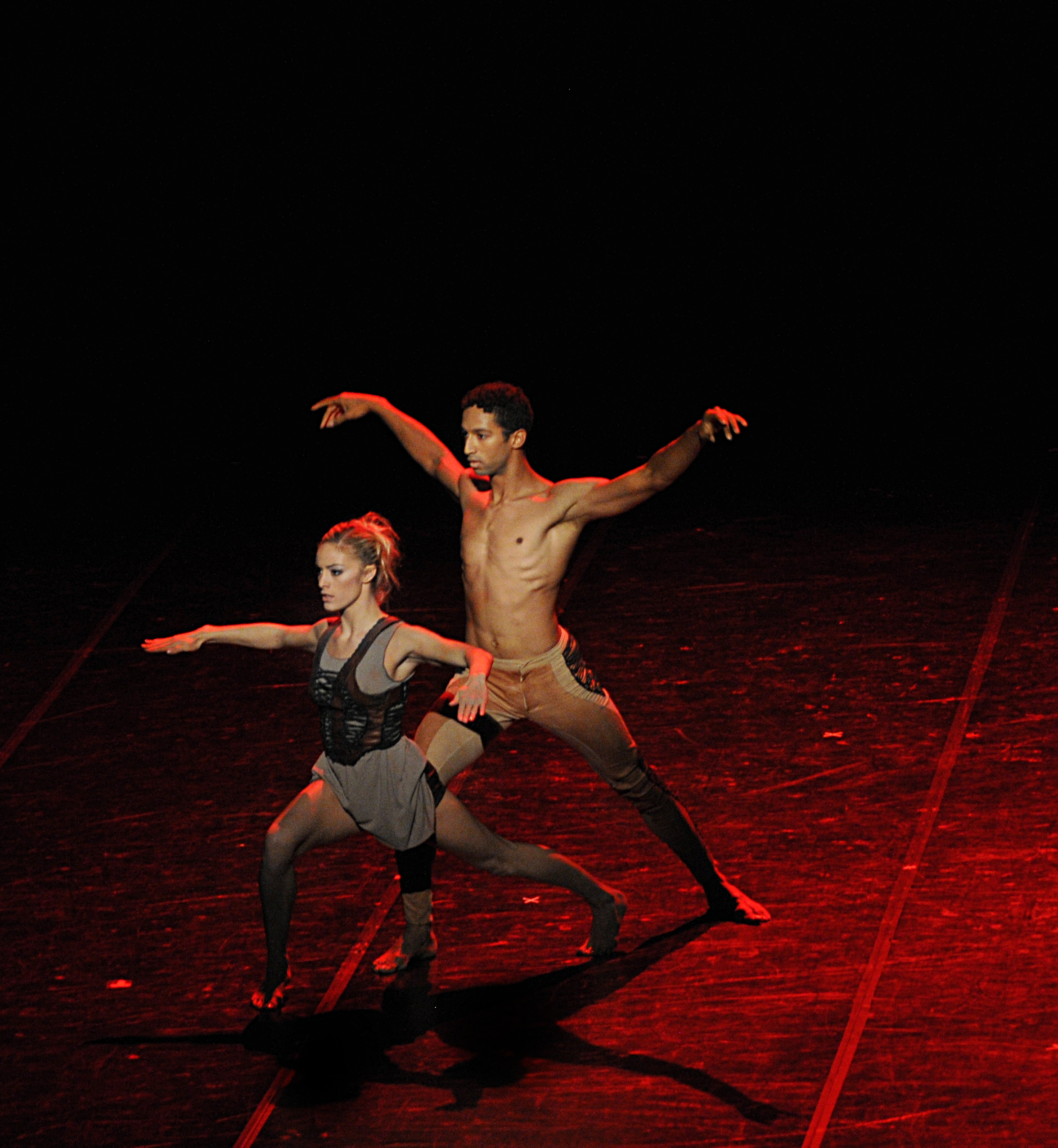
رقص مدرن، اجرا شده توسط لاساکر

از آنجا که رقص رقص پست‌مدرن واکنشی مستقیم و منفی به رقص مدرن بود، رقص معاصر به عنوان منبعی از الهامات، خود از هر دو رقص مدرن و پست‌مدرن بیرون آمده است.
در رقص معاصر هنوز توجه رقص مدرن به مشکلات اجتماعی و شرایط روحی انسان جریان دارد اما موضوعی که در آن به نمایش گذاشته می‌شود، رقصنده‌های اخیر رقص مدرن را به واهمه انداخته است.
در آوریل ۱۹۴۴ مرس کانینگهام رقص خود را با موسیقی همراه کرد؛ این موسیقی توسط جان کیج ساخته و پرداخته می‌شد. جان کیج در رابطه با رقص کانینگهام می‌گوید:
رقص مرس کانینگهام نه بر عنصر خطی تکیه دارد و نه بر حرکتی در مسیر رسیدن به اوج (درست همانند نقاشی انتزاعی) فرض بر این است که هر عنصر (یک حرکت، صدا یا یک تغییر نور) معنا را در خودش دارد؛ اما قسمت اعظم چیزی که در این اثر رد و بدل می‌شود، برداشتی است که خود بیننده دارد.
کانینگهام نمایش آثار خود را تا ۱۹۵۳ ادامه داد یعنی درست همان زمانی که کمپانی رقصش (کالج کوه سیاه) را در شمال کارولاینا تاّسیس کرد. وی در ابتدا به صورت انفرادی در کمپانی مارتا گراهام می‌رقصید و شاگرد او بود. او به عنوان اولین طراح رقص که نگرش مستقلی از رقص مدرن را توسعه داده مبارزه با عقایدی که رقص مدرن را به وجود آورده، شناخته می‌شود. کانینگهام بیش از ۱۵۰ اثر در کمپانی خود به وجود آورده است.
در حالی که رقص مدرن عناصر رقص باله را رد می‌کند، کانینگهام عناصر رقص مدرن را با باله ترکیب می‌کند و آثارش در کمپانی‌های بین‌المللی رقص باله و مدرن گنجانده شده‌اند.

## مفاهیم کلیدی مرس کانینگهام
- حرکات انتزاعی که لزوماً داستانی را روایت نمی‌کند.
- رفتارهای چندگانه و همزمان
- استقلال رقص از موسیقی
- جدایی خطوط و تقارن در چارچوب حرکت باله نظیر جلو ایستادن، عدم تقارن و رعایت سلسله مراتب حرکتی
- حرکت غیرقابل پیش‌بینی با سرعت عالی و تغییر ریتم مسیر حرکت
- تکنیک‌های پای کلاسیک
- طراحی رقصی که به صورت شلخته نمایان می‌شود اما در واقع بر یک سری تکنیک تکیه دارد.
- رقصنده کاملاً آزاد است که خلاق باشد.
- می‌رقصند که برقصند نه این‌که چیزی را تحلیل کنند.

## نقش طراح رقص

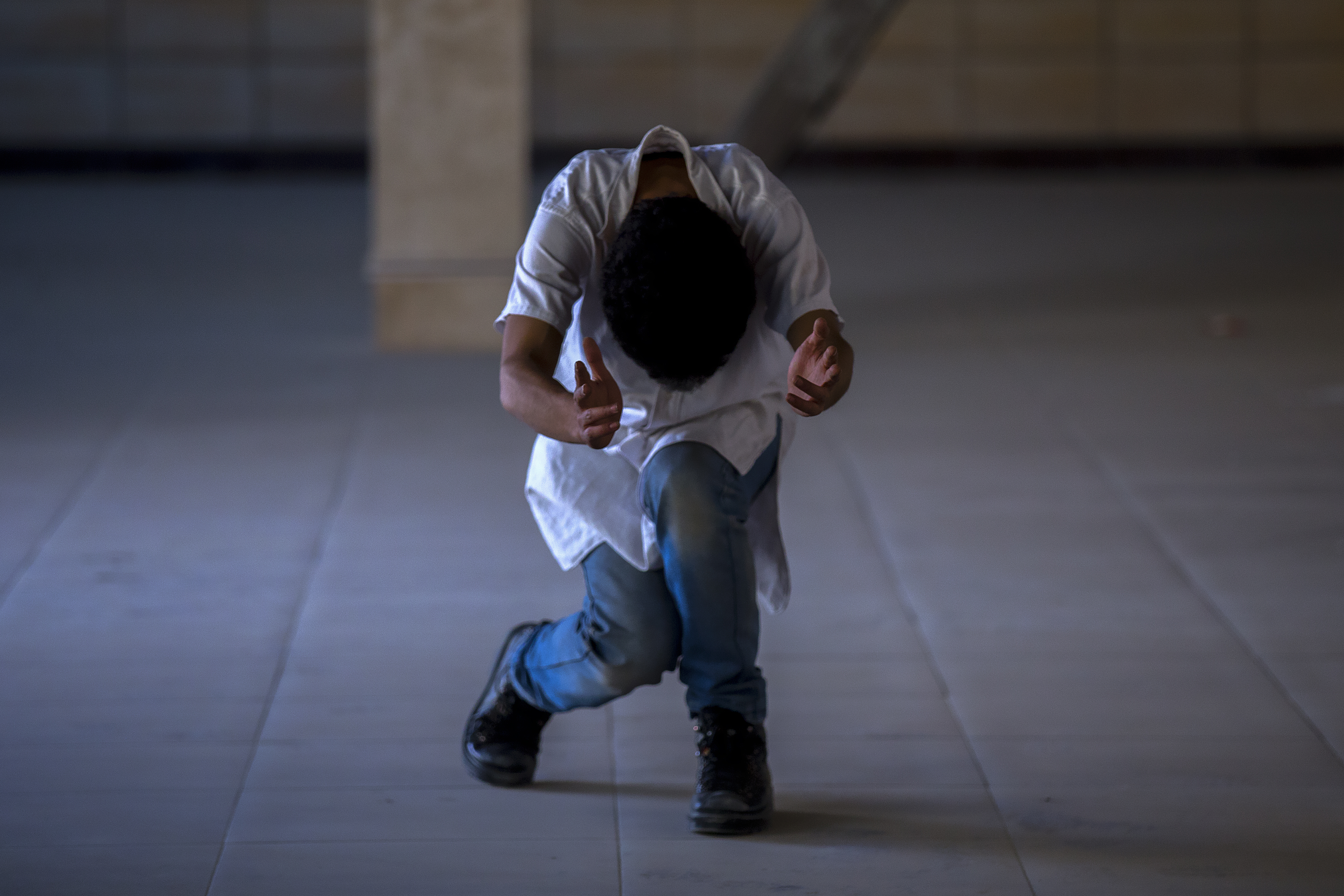
یک بازیگر در اجرای تئاتر معاصر

در رقص معمولاً یک طراح وجود دارد که تصمیمات خلاقانه‌ می‌گیرد. وی یا یک بخش از یک مفهوم انتزاعی یا تکه‌ای روایت‌گونه را انتخاب می‌کند. رقصنده‌ها بر اساس توانایی و آموزش‌هایی که دیده‌اند، انتخاب می‌شوند. طراحی رقص بر اساس ارتباطش با موسیقی یا صدایی که با آن رقص انجام می‌شود، مشخص خواهد شد. نقش موسیقی در رقص معاصر با انواع دیگر متفاوت است زیرا می‌تواند تنها به عنوان یک پس‌‌زمینه در قسمتی از کار پخش شود. طراحان رقص، طراحی لباس و ارزش‌های زیباشناختی خودشان را برای تمامی ترکیب‌بندیهای اجرا و همچنین تاثیری که بر حرکات رقصنده‌ها دارند را کنترل می‌کنند.